# Fermall

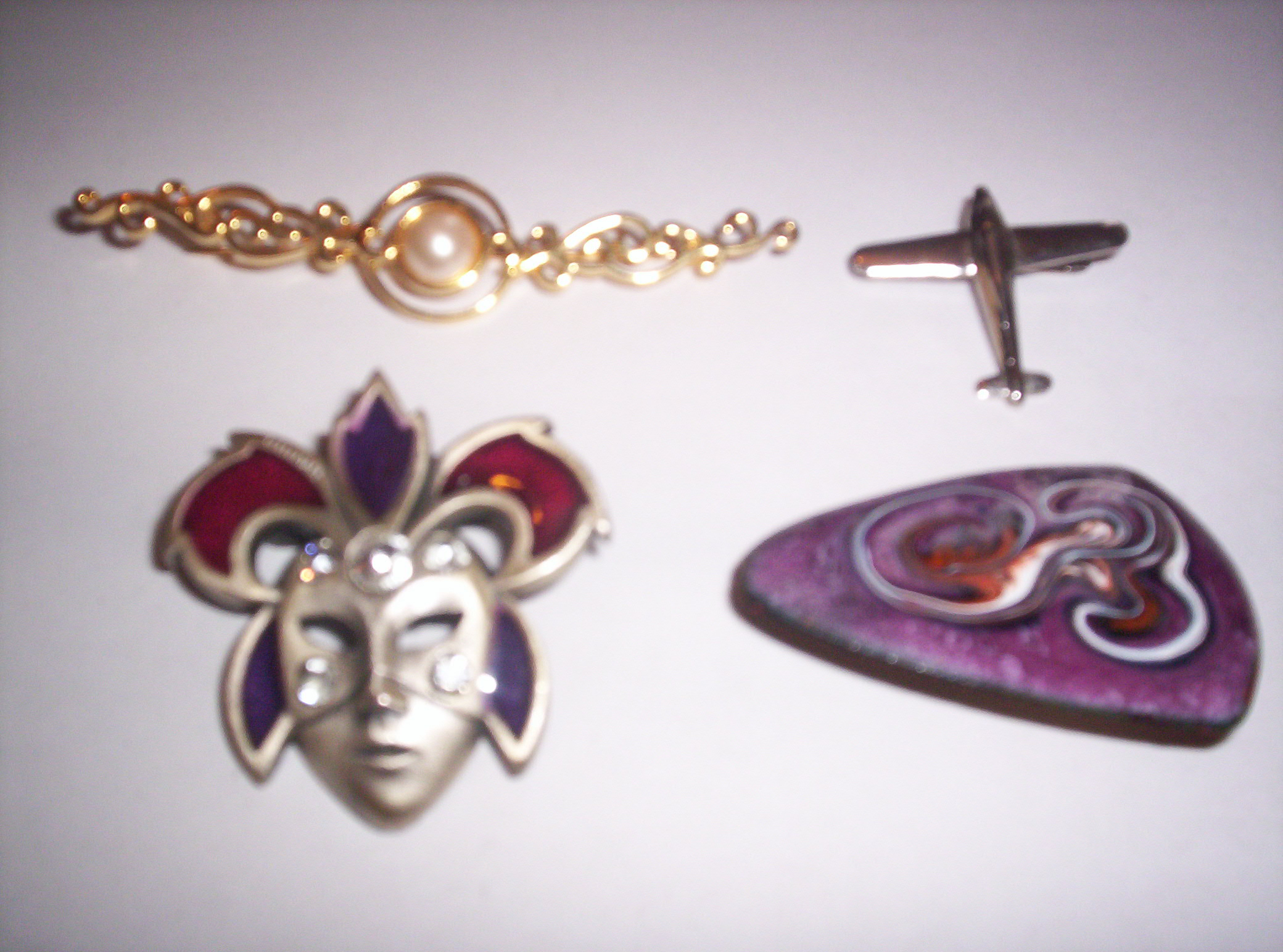
Agulles

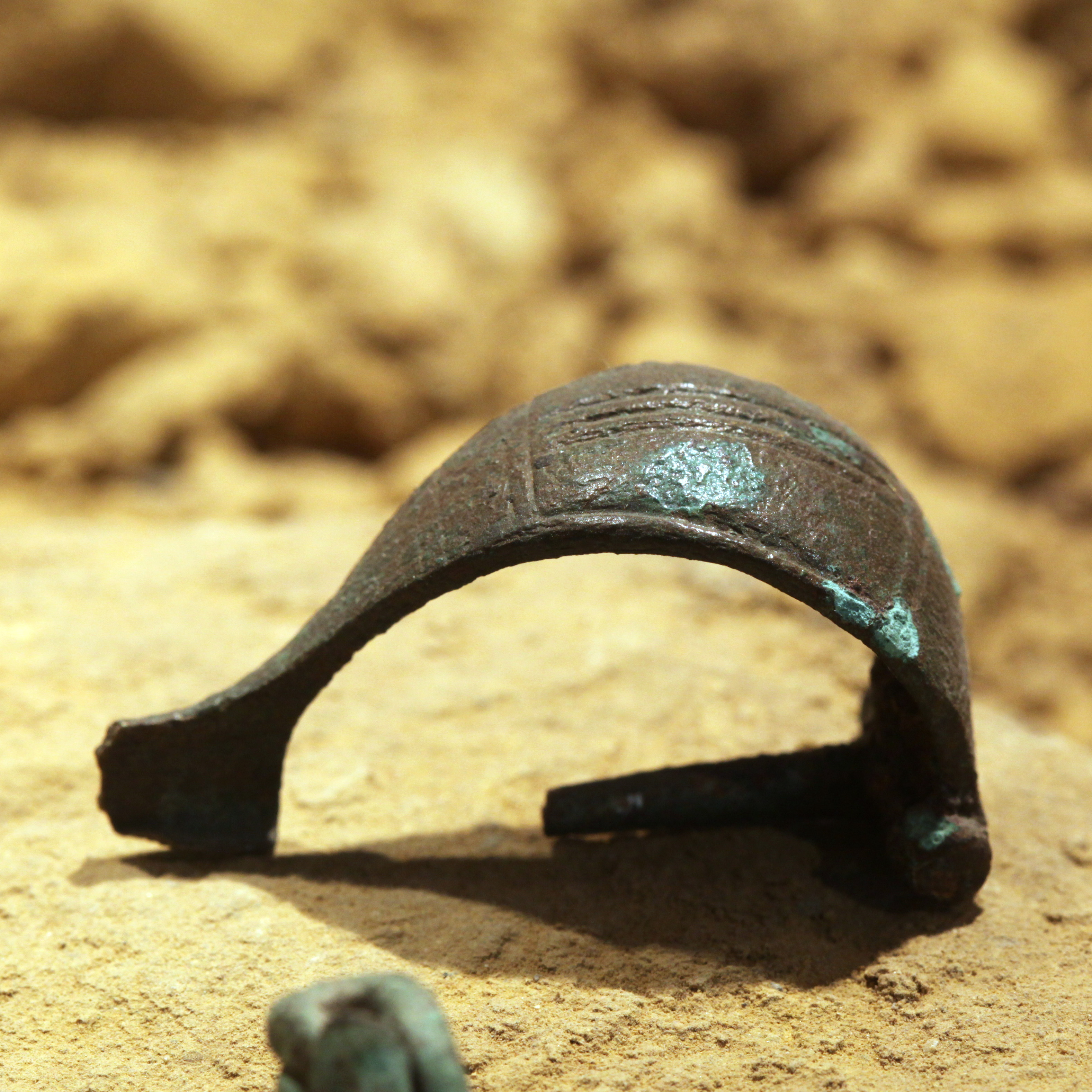
Fermall de l'edat de bronze del Museu Vidy Roman a Lausana

Un fermall o fermador o (a)fiblall és una joia que s'enganxa amb un objectiu essencialment estètic sobre les peces de vestir (encara que pot servir al mateix temps per a subjectar dues peces de roba). Encara que avui potser ha esdevingut una joia principalment femenina, en temps passats va ser un objecte de luxe que complementava vestits, barrets i altres complements d'homes i dones. A l'edat mitjana se'n fabricaren d'anicònics, figuratius i fins i tot amb valor emblemàtic.
En general té dues parts, la part decorativa que es col·loca cap al front i la fixació amagada darrere (consistent sovint, en una agulla de seguretat) que és fixa a la joia per encolatge o per soldadura. El fermall és un objecte sovint realitzat en tallers creatius. No obstant això, és també un objecte de joieria fet de metalls preciosos i decorat amb pedres precioses o semiprecioses. El fermall és un objecte d'importància, matèria i forma variables encara que el mètode de fixació (generalment en metall) s'assembla a un imperdible.
L'avantpassat del fermall és la fíbula. Les primeres descobertes daten de l'edat de bronze.
La documentació medieval també es refereix a aquestes joies amb l'apel·latiu de "nosca".